# Operación Reinhard
La Operación Reinhard (en alemán Aktion Reinhard y también Einsatz Reinhard o Einsatz Reinhardt) era el nombre en clave del plan secreto de los nazis en la Segunda Guerra Mundial para exterminar a los judíos polacos en el territorio del Gobierno General de la Polonia ocupada. Esta fase del Holocausto estuvo marcada por la introducción de los campos de exterminio. Fue una consecuencia directa de la Conferencia de Wannsee, del 20 de enero de 1942.
Unos dos millones de judíos fueron trasladados a los campos de exterminio de Bełżec, Sobibór y Treblinka para ser enviados a cámara de gas construidas para este propósito. Además, se desarrollaron cámaras de gas de Zyklon B en Majdanek y Auschwitz II-Birkenau, cerca del campo Auschwitz I establecido previamente para prisioneros polacos.

## Antecedentes
Los primeros campos de concentración en la Alemania nazi se establecieron en 1933 tan pronto como el régimen nacionalsocialista tomó el poder. Fueron utilizados para coerción, trabajo forzado y encarcelamiento, no para asesinatos en masa. El sistema de campamentos se expandió dramáticamente con la invasión nazi-soviética de Polonia al comienzo de la Segunda Guerra Mundial en septiembre de 1939. La nueva red de campos de concentración nazis construidos por las SS en Alemania (incluida Austria), Polonia y otras partes de Europa comenzó a explotar a extranjeros cautivos en la industria de la guerra. Los prisioneros, que realizaban trabajos forzados, comenzaron a morir por decenas de miles por inanición y enfermedades no tratadas, o por ejecuciones sumarias destinadas a infligir terror. El campo de concentración de Soldau abrió en septiembre de 1939. También en septiembre, se construyó el campo de concentración de Stutthof, con 40 subcampos establecidos de manera contingente para obtener el máximo beneficio. Entre los campos de trabajo esclavo más notorios estuvieron Mauthausen, Dachau, Bergen-Belsen, Gross-Rosen (con 100 subcampos),  Ravensbrück (con 70 subcampos) y Auschwitz (que finalmente tuvo 44 subcampos), entre otros.
Después de que comenzase la guerra germano-soviética, los nazis decidieron emprender la solución final a nivel europeo para la cuestión judía. En enero de 1942, durante una reunión secreta de líderes alemanes presidida por Reinhard Heydrich, se redactó la Operación Reinhard; pronto se convertirá en un paso importante en el asesinato sistemático de los judíos en la Europa ocupada, comenzando en el distrito del Gobierno General de la Polonia ocupada por los alemanes. En cuestión de meses, se construyeron tres campamentos de alto secreto (en Bełżec, Sobibór y Treblinka) para matar eficientemente a decenas de miles de judíos todos los días. Estos campos diferían de Auschwitz y Majdanek, porque estos últimos operaban inicialmente como campos de trabajos forzados, antes de convertirse en campos de exterminio equipados con crematorios. A diferencia de los campos de exterminio "mixtos", los campos de exterminio de la Operación Reinhard no tenían prisioneros, excepto como un medio para promover el único propósito de los campos de asesinato a escala industrial. Los pocos judíos que escaparon con éxito de la muerte (en particular, solo dos en Bełżec), eran miembros de los Sonderkommando. El resto de las víctimas eran asesinadas al llegar.
El aparato organizativo detrás del nuevo plan de exterminio ya se había puesto a prueba durante el programa de eutanasia Aktion T4 que finalizó en agosto de 1941, que resultó en el asesinato de más de 70,000 hombres, mujeres y niños discapacitados polacos y alemanes. Los oficiales de las SS responsables del Aktion T4, incluidos Christian Wirth, Franz Stangl e Irmfried Eberl, recibieron roles clave en la implementación de la "Solución Final" en 1942.

## Nombre de la operación
El origen del nombre de la operación es debatido por los investigadores del Holocausto. Varios documentos alemanes escriben el nombre de manera diferente, algunos con "t" después de "d" (como en Aktion Reinhardt), otros sin él. Otra ortografía más (Einsatz Reinhart) se utilizó en el Telegrama Höfle. En general, se cree que la Aktion Reinhardt, diseñada en Wannsee el 20 de enero de 1942, lleva el nombre de Reinhard Heydrich, el coordinador de la Endlösung der Judenfrage (la solución final de la cuestión judía), que conllevó el exterminio de los judíos que vivían en Europa países ocupados por la Alemania nazi. Heydrich fue atacado por agentes checoslovacos entrenados en Gran Bretaña el 27 de mayo de 1942 y murió de sus heridas ocho días después. El primer memorándum que explicaba la Einsatz Reinhard se transmitió dos meses después.
En noviembre de 1946, Rudolf Höss, el excomandante de Auschwitz, sugirió en un informe mientras estaba bajo custodia polaca en Cracovia, que la Operación Reinhardt podría haber sido nombrada en honor al Secretario de Estado de Finanzas alemán Fritz Reinhardt, quien estaba a cargo de la colección, clasificación y la utilización de objetos personales adquiridos de judíos asesinados en los campos de exterminio Sin embargo, la afirmación de Höss no puede probarse con los documentos que han quedado. El propio Heydrich deletreó su primer nombre tanto Reinhard como Reinhardt a lo largo de la década de 1930 según el "Reichsführer-SS" Heinrich Himmler. Mientras tanto, Fritz Reinhardt y su ministerio se involucraron con la operación mucho después de haber recibido su nombre, según los historiadores Peter Witte y Stephen Tyas, lo que confirma que la operación fue nombrada en realidad por Reinhard Heydrich.

## Campos de la muerte
El 13 de octubre de 1941, las SS y el jefe de la policía Odilo Globočnik con sede en Lublin recibieron una orden oral de Himmler, anticipando la caída de Moscú, para comenzar los trabajos de construcción inmediata en el primer centro de exterminio en Bełżec en el territorio del Gobierno General de la Polonia ocupada. Notablemente, la orden precedió a la Conferencia de Wannsee por tres meses. El nuevo campo estaba operativo en marzo de 1942, con el liderazgo traído de Alemania bajo la apariencia de Organización Todt (OT).
Globočnik recibió el control sobre todo el programa. Todas las órdenes altamente secretas que recibió vinieron directamente de Himmler y no del SS-Gruppenführer Richard Glücks, jefe del gran sistema de campos de concentración nazi, que era dirigido por el SS-Totenkopfverbände y se dedicaba a la esclavitud para el esfuerzo de guerra. Cada campo de exterminio fue administrado por entre 20 y 35 oficiales de las Totenkopfverbände (Unidades de la Calavera) que juraron mantener el secreto absoluto, y aumentado por el personal de la Aktion T4 seleccionado por Globočnik. El programa de exterminio fue diseñado por ellos sobre la base de la experiencia previa de los centros de eutanasia forzada. La mayor parte del trabajo real en cada campamento de la "Solución Final" fue realizado por hasta 100 guardias Trawniki en su mayoría ucranianos, reclutados por el SS-Hauptsturmführer Karl Streibel entre los prisioneros de guerra soviéticos, y hasta por mil Sonderkommando prisioneros a quienes los guardias Trawniki solían aterrorizar. Las SS llamaron a sus guardias voluntarios "Hiwis", una abreviatura de Hilfswillige (literalmente, "dispuesto a ayudar"). Según el testimonio del SS-Oberführer Arpad Wigand durante su juicio por crímenes de guerra de 1981 en Hamburgo, solo el 25 por ciento de los colaboradores reclutados sabía hablar alemán.
A mediados de 1942, se habían construido dos campos de exterminio más en tierras polacas: Sobibór (operativo en mayo de 1942) bajo el liderazgo del SS-Hauptsturmführer Franz Stangl, y Treblinka (operativo en julio de 1942) bajo el SS-Obersturmführer Irmfried Eberl.
El mecanismo de exterminio consistía en un gran motor de combustión interna que mandaba gases de escape a las habitaciones a través de largas tuberías. A partir de febrero y marzo de 1943, los cuerpos de los muertos fueron exhumados e incinerados en fosas. Treblinka, el último campamento en ser operativo, utilizó el conocimiento aprendido previamente por las SS. Con dos motores potentes, dirigidos por el SS-Scharführer Erich Fuchs, y las cámaras de gas pronto reconstruidas de ladrillos y mortero, esta fábrica de muerte había matado a entre 800,000 y 1,200,000 personas en 15 meses, eliminó sus cuerpos y clasificó sus pertenencias para su envío a Alemania.
Las técnicas utilizadas para engañar a las víctimas y el diseño general de los campos se basaron en un proyecto piloto de asesinatos móviles realizado en el campo de exterminio de Chełmno (Kulmhof), que comenzó a operar a fines de 1941 y utilizaba furgonetas para gaseamientos. Chełmno no era parte de la Operación Reinhard. Estuvo bajo el control directo de SS-Standartenführer Ernst Damzog, comandante de la SD en Reichsgau Wartheland. Se instaló alrededor de una casa señorial similar a Sonnenstein. El uso de furgonetas de gas había sido probado y probado previamente en el asesinato en masa de prisioneros polacos en Soldau, y en el exterminio de judíos en el frente ruso por los Einsatzgruppen. Entre principios de diciembre de 1941 y mediados de abril de 1943, 160,000 judíos fueron enviados a Chełmno desde el Gobierno General a través del gueto en Łódź. Chełmno no tenía crematorios; solo las fosas comunes en el bosque. Fue un campo de pruebas para el establecimiento de métodos más rápidos de matar e incinerar personas, marcado por la construcción de instalaciones estacionarias para el asesinato en masa unos meses más tarde. Los campos de exterminio de Reinhard se adaptaron progresivamente a medida que se construía cada nuevo sitio.

Tomados en conjunto, los campamentos de Globočnik en Bełżec, Sobibór y Treblinka tenían un diseño casi idéntico, incluidos los miembros del personal que se trasladaban de un lugar a otro. Los campamentos estaban ubicados dentro de áreas boscosas, lejos de los centros de población. Todos fueron construidos cerca de los ramales que se unían al Ostbahn. Cada campamento tenía una rampa de descarga en una estación de ferrocarril falsa, así como un área de recepción que contenía barracones, peluquerías y depósitos de dinero. Más allá de la zona de recepción, en cada campamento había un camino angosto y camuflado conocido como el Camino al Cielo (llamado por las SS Himmelfahrtsstraße o der Schlauch), que conducía a la zona de exterminio que consistía en cámaras de gas y fosas funerarias de hasta 10 metros de profundidad, luego reemplazadas por piras de cremación con rieles colocados a través de las fosas en bloques de cemento; reabastecido continuamente por los Totenjuden. Tanto Treblinka como Bełżec estaban equipados con potentes excavadoras de orugas de obras de construcción polacas cercanas. En cada campamento, los guardias de las SS y los ucranianos Trawniki vivían en un área separada de las unidades de trabajo judías. Torres de vigilancia de madera y cercas de alambre de púas camufladas con ramas de pino rodeaban todos los campamentos.
Los centros de exterminio no tenían cercas eléctricas, ya que el número de los prisioneros Sonderkommandos (unidades de trabajo) se mantenía relativamente fácil de controlar, a diferencia de campos como Dachau y Auschwitz. Para ayudar con los transportes que llegaban, solo se mantuvieron vivos escuadrones especializados, retirando y desechando cuerpos, y clasificando las propiedades y objetos de valor de las víctimas muertas. Los Totenjuden obligados a trabajar dentro de las zonas de muerte se mantuvieron aislados de los que trabajaban en el área de recepción y clasificación. Periódicamente, los que trabajaban en las zonas de muerte eran asesinados y reemplazados por los recién llegados para eliminar a los posibles testigos de la magnitud del asesinato en masa.
Durante la Operación Reinhard, Globočnik supervisó el asesinato sistemático de más de 2,000,000 de judíos de Polonia, Checoslovaquia, Francia, el Reich (Alemania y Austria), los Países Bajos, Grecia, Hungría, Italia y la Unión Soviética. Un número indeterminado de romaníes también fueron asesinados en estos campos de exterminio, muchos de ellos niños.

### Proceso de exterminio

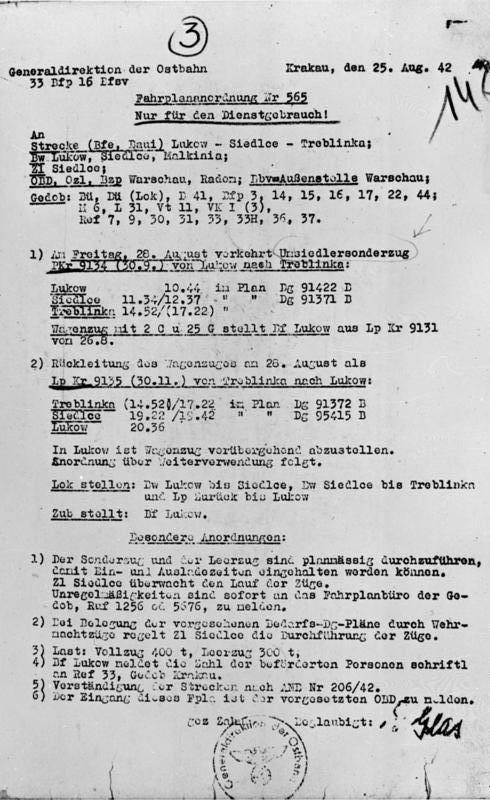
La cédula de transporte ferroviario (o Fahrplananordnung) indicando que todos los transportados serían enviados a Treblinka el 25 de agosto de 1942.

Para lograr sus propósitos, todos los campos de exterminio utilizaron subterfugios y direcciones erróneas para ocultar la verdad y engañar a sus víctimas para que cooperasen. Este elemento se había desarrollado en Aktion T4, cuando las personas discapacitadas fueron llevadas por las SS a un "tratamiento especial" de "Gekrat" con batas blancas de laboratorio, dando así al proceso un aire de autenticidad médica. Después de ser supuestamente evaluados, los pacientes T4 desprevenidos fueron transportados a centros de exterminio. El mismo eufemismo de "tratamiento especial" (Sonderbehandlung) fue utilizado en el Holocausto.

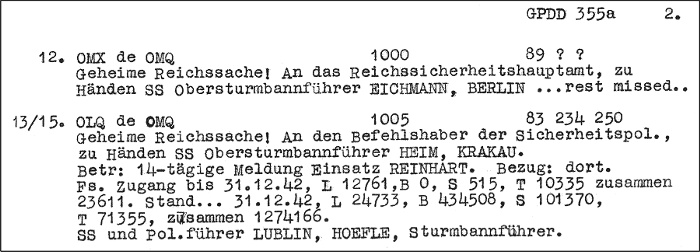
El Telegrama Höfle, un mensaje de las SS interceptado y descifrado por Enigma que muestra el número total de personas enviadas a los campos de KL Lublin/Majdanek, Bełżec, Sobibór y Treblinka, que era de 1,274,166 en 1942.

Las SS utilizaron una variedad de artimañas para trasladar a miles de recién llegados que viajaban en trenes del Holocausto a los lugares de exterminio disfrazados sin desatar pánico. Las deportaciones masivas se llamaron "acciones de reasentamiento"; fueron organizados por comisionados especiales, y conducido por batallones policiales uniformados de Orpo y Schupo en una atmósfera de terror. Por lo general, el engaño era absoluto. Por ejemplo, en agosto de 1942, la gente del gueto de Varsovia hizo fila durante varios días para ser "deportados" a fin de obtener el pan asignado para viajar. Los judíos que no podían moverse o que intentaban huir fueron fusilados en el acto. La muerte en los vagones de los trenes del Holocausto por sofocos y sed afectaba al 20 por ciento de los viajeros. La mayoría de las víctimas estaban dispuestas a creer que las intenciones alemanas eran diferentes. Una vez bajados, a los prisioneros se les ordenó dejar su equipaje y marchar directamente al "área de limpieza" donde se les pidió que entregaran sus objetos de valor para "guardarlos". Los trucos comunes incluyen la presencia de una estación de ferrocarril con "personal médico" en espera y carteles que dirigen a las personas a las instalaciones de desinfección. Treblinka también tenía una oficina de reservas con tableros que nombraban las conexiones para otros campamentos más al este.
Los judíos más aprensivos ante el peligro eran brutalmente golpeados para acelerar el proceso. A veces, los recién llegados que tenían las habilidades adecuadas fueron seleccionados para unirse al "Sonderkommando". Una vez en el área de cambio, los hombres y los niños eran separados de las mujeres y los niños, y a todos se les ordenaba que se desnudaran para un baño comunitario: "rápidamente, se les dijo, o el agua se enfriará". Los prisioneros viejos y enfermos, o lentos, eran llevados a una enfermería falsa llamada "Lazarett", que tenía una gran fosa común detrás. Fueron asesinados por una bala en el cuello, mientras que el resto fueron obligados a entrar en las cámaras de gas.
Para llevar a las personas desnudas a los cuarteles de ejecución que albergan las cámaras de gas, los guardias usaron látigos, palos y culatas de fusil. El pánico fue fundamental para llenar las cámaras de gas, porque la necesidad de evadir los golpes en sus cuerpos desnudos obligaba a las víctimas a avanzar rápidamente. Una vez embalados herméticamente en el interior (para minimizar el aire disponible), se cerraban las puertas herméticas de acero con ojos de buey. Las puertas, según la investigación del Museo Treblinka, procedían de los búnkeres militares soviéticos de alrededor de Białystok. Aunque otros métodos de exterminio, como el veneno ciánico Zyklon B, ya se estaban utilizando en otros centros de exterminio nazis como Auschwitz, los campos de Aktion Reinhard utilizaron gases de escape letales de los motores de tanques soviéticos capturados.
La Operación Reinhard dejó un rastro de documentación. En enero de 1943, Bletchley Park interceptó un telegrama de las SS del SS-Sturmbannführer Hermann Höfle, diputado de Globočnik en Lublin, al SS-Obersturmbannführer Adolf Eichmann en Berlín. El mensaje decodificado por Enigma contenía estadísticas que mostraban un total de 1,274,166 llegadas a los cuatro campamentos de la Aktion Reinhard hasta fines de 1942, pero los descifradores de códigos británicos no entendieron el significado del mensaje, que derivaba de la evidencia material de a cuántas personas los alemanes confirmaron que habían asesinado.

### Comandantes de los campos
| Campo de exterminio | Comandante                                    | Periodo                                              | Número estimado de muertos                           |
| ------------------- | --------------------------------------------- | ---------------------------------------------------- | ---------------------------------------------------- |
| Bełżec              | SS-Sturmbannführer Christian Wirth            | Diciembre de 1941 – 31 de julio de 1942              | 600.000                                              |
| Bełżec              | SS-Hauptsturmführer Gottlieb Hering           | 1 de agosto de 1942 – diciembre de 1942              | 600.000                                              |
| Sobibór             | SS-Hauptsturmführer Richard Thomalla          | Marzo de 1942 – abril de 1942 Construcción del campo | Marzo de 1942 – abril de 1942 Construcción del campo |
| Sobibór             | SS-Hauptsturmführer Franz Stangl              | Mayo de 1942 – septiembre de 1942                    | 250.000                                              |
| Sobibór             | SS-Hauptsturmführer Franz Reichleitner        | Septiembre de 1942 – octubre de 1943                 | 250.000                                              |
| Treblinka           | SS-Hauptsturmführer Richard Thomalla          | Mayo de 1942 – junio de 1942 Construcción del campo  | Mayo de 1942 – junio de 1942 Construcción del campo  |
| Treblinka           | SS-Obersturmführer Irmfried Eberl             | Julio de 1942 – septiembre de 1942                   | 800.000–900.000                                      |
| Treblinka           | SS-Hauptsturmführer Franz Stangl              | Septiembre de 1942 – agosto de 1943                  | 800.000–900.000                                      |
| Treblinka           | SS-Untersturmführer Kurt Franz                | Agosto de 1943 – noviembre de 1943                   | 800.000–900.000                                      |
| Lublin/Majdanek     | SS-Standartenführer Karl-Otto Koch            | Octubre de 1941 – agosto de 1942                     | 130.000 (78.000 confirmados)                         |
| Lublin/Majdanek     | SS-Sturmbannführer Max Koegel                 | Agosto de 1942 – noviembre de 1942                   | 130.000 (78.000 confirmados)                         |
| Lublin/Majdanek     | SS-Obersturmführer Hermann Florstedt          | Noviembre de 1942 – octubre de 1943                  | 130.000 (78.000 confirmados)                         |
| Lublin/Majdanek     | SS-Obersturmbannführer Martin Gottfried Weiss | 1 de noviembre de 1943 – 5 de mayo de 1944           | 130.000 (78.000 confirmados)                         |
| Lublin/Majdanek     | SS-Obersturmbannführer Arthur Liebehenschel   | 5 de mayo de 1944 – 22 de julio de 1944              | 130.000 (78.000 confirmados)                         |

## Política temporal sustitutoria
En el invierno de 1941, antes de la Conferencia de Wannsee, pero después del comienzo de la Operación Barbarroja, las demandas nazis de trabajo forzado se intensificaron enormemente. Por lo tanto, Himmler y Heydrich aprobaron la política de sustitución para los judíos en la Alta Silesia y en Galitzia bajo la doctrina de "destrucción a través del trabajo". Los polacos habían sido enviados en masa al Reich, creando una escasez de mano de obra en el Gobierno General. Hacia marzo de 1942, mientras el primer campo de exterminio (Bełżec) había empezado a gasear, los trenes de deportaciones llegaron a la reserva de Lublin desde el Tercer Reich y Eslovaquia buscando trabajadores judíos cualificados. Tras la selección, fueron enviados a Majdan Tatarski en lugar de recibir "tratamiento especial" en Bełżec. Durante un poco de tiempo estos judíos trabajaron y se les perdonó la vida, mientras sus familias y los demás perecían. Algunos fueron relegados a trabajar en una fábrica de aviones cercana o como trabajo forzado en los campos de trabajo controlados por las SS y otros campos de trabajo. Hermann Höfle fue uno de los principales partidarios e implementadores de esta política.
Sin embargo, los problemas eran la comida que necesitaban y los consiguientes desafíos logísticos. Globočnik y Friedrich-Wilhelm Krüger se quejaron, y la transferencia masiva se había detenido incluso antes de que los tres campos de exterminio funcionaran a pleno rendimiento.

## Disposición de la propiedad de las víctimas
Aproximadamente 178 millones de marcos alemanes (el equivalente a 616 millones de euros en 2009) propiedad de los judíos fue tomado de las víctimas, con grandes transferencias de oro y otros objetos valiosos a la cuenta "Melmer" del banco de Reich, a la reserva de oro y a la reserva monetaria. Pero esta riqueza no solo fue a las autoridades alemanas, porque la corrupción abundaba en los campos de exterminio. Muchos de los miembros de las SS y policías involucrados en los asesinatos se llevaron dinero en efectivo, propiedades y objetos de valor. Los hombres de las SS de más alto rango robaron en una escala enorme. Era una práctica común entre los altos cargos. Dos comandantes de Majdanek, Karl-Otto Koch y Hermann Florstedt, fueron juzgados por las SS en abril de 1945. El SS-Sturmbannführer Georg Konrad Morgen, un SS juez de la Oficina del Tribunal de las SS, persiguió jurídicamente a muchos oficiales nazis por transgresiones individuales que el propio Himmler había ordenado restringir en abril de 1944.

## Posteridad y encubrimiento
La Operación Reinhard terminó en noviembre de 1943. La mayor parte del personal y los guardias fueron enviados al norte de Italia para continuar con una acción contra judíos y partisanos locales. Globočnik fue al campo de concentración de San Sabba, donde supervisó la detención, tortura y asesinato de prisioneros políticos.
Al mismo tiempo, para encubrir el asesinato en masa de más de dos millones de personas en Polonia durante la Operación Reinhard, los nazis implementaron la Sonderaktion 1005 secreta, también llamada Aktion 1005 o Enterdungsaktion ("acción de exhumación"). La operación, que comenzó en 1942 y continuó hasta fines de 1943, fue diseñada para eliminar todos los rastros de que se habían llevado a cabo asesinatos en masa. Los Leichenkommando ("unidades de cadáveres") que comprendían prisioneros de campos fueron creados para exhumar fosas comunes e incinerar los cuerpos enterrados, utilizando parrillas gigantes hechas de madera y vías de ferrocarril. Posteriormente, se fragmentaron fragmentos de hueso en fresadoras especiales, y todos los restos se enterraron en pozos recién excavados. La Aktion fue supervisada por escuadrones de guardias Trawniki.
Después de la guerra, algunos de los oficiales y guardias de las SS fueron juzgados y condenados en los juicios de Núremberg por su papel en la Operación Reinhard y Sonderaktion 1005; sin embargo, muchos otros escaparon de la condena, como Ernst Lerch, subdirector de Globočnik y jefe de su oficina principal, cuyo caso fue abandonado por falta de testimonio de testigos.